# Оцелот
Оцело́т (лат. Leopardus pardalis) — хищное млекопитающее из семейства кошачьих, обитающее в Южной и Центральной Америке.

## Этимология
Общее название «оцелот» в большинстве языков мира происходит из англ. ocelot от аст. tlalōcēlōtl «оцелот», tlalli «поле» + ōcēlōtl «ягуар». Другое возможное происхождение названия — лат. ocellatus («имеющий маленькие глазки» или «отмеченный пятнами, похожими на глаза»), что связано с пятнистой окраской шерсти кошки. В испаноязычных странах Южной и Центральной Америки оцелот также известен как ягуарсито, кунагуаро, гато онса, гато тигре, манигордо, матунтори, онса, пумильо, тигресильо, тигрилло (исп. jaguarcito, cunaguaro, gato onza, gato tigre, manigordo, mathuntori, onsa, pumillo, tigrecillo, tigrillo), в бразильском варианте португальского языка как маракажа (порт.-браз. maracaja, от гуар. mbarakaja «маленькая ягуарообразная кошка») и жагуатирика (порт.-браз. jaguatirica, из гуар. jaguarete’i от тупи yawara «ягуар, любое крупное плотоядное животное» + тупи tyryk «ускользать»). В Белизе оцелот известен как англ. tiger cat, а в Суринаме также как хейтигрикати (сранан-тонго heitigrikati) и парделькат (нидерл. pardelkat).

## Характеристика
Длина оцелота от головы до кончика хвоста составляет от 100 до 140 см, высота — около 50 см, масса — от 10 до 16 кг. Шерсть желтовато-коричневая с чёрными кольцеобразными пятнами, мех внутри колец несколько темнее, чем вокруг них. На шее и вокруг плеч пятна переходят в полосы, на лапах — в точки. Брюхо и подбородок окрашены в белый цвет. Уши чёрного цвета с крупными белыми точками на задней стороне. Оцелот внешне напоминает длиннохвостую кошку или детёныша леопарда, хотя сам он крупнее длиннохвостой кошки и меньше, чем леопард.

## Ареал
Оцелот распространён в Центральной Америке, северных и центральных частях Южной Америки. Самый северный регион обитания оцелотов — южные штаты США: Техас и юг Аризоны. Его популяции сосредоточены в тропических лесах, открытых пространств оцелот избегает.

## Поведение
Оцелоты живут поодиночке и охотятся главным образом ночью. В жару днём любят прятаться в дуплах деревьев. Эти хищники могут чрезвычайно ловко лазать как по деревьям, так и по скалам, однако охотятся на земле. Добычей оцелотов становятся преимущественно небольшие млекопитающие и птицы, однако иногда они не брезгуют и змеями. Наиболее крупным особям оцелота удаётся осилить также небольших ослов и свиней.
Оцелоты крайне привязаны к своей территории. Участки самцов, достигающих 31 км², пересекаются с участками одной или нескольких самок, достигающих 14 км². Спаривание может происходить в любое время года; спустя 2,5 месяца на свет появляются один или два детёныша, которые кормятся молоком матери в течение 7 недель. В возрасте около 2 лет они покидают территорию матери.

## Сохранение вида
На данный момент Международным союзом охраны природы виду присвоен статус «находящийся под наименьшей угрозой», однако в течение долгого времени он рассматривался как «уязвимый вид». Ареал оцелота включает труднодоступные области, такие, как бассейн реки Амазонка где, по оценкам, может существовать большая популяция данного вида, этот факт оправдывает текущий уровень охранного статуса вида. Оцелота, в соответствии с данными экологических исследований плотности плотоядных животных, до сих пор считают наиболее распространённым видом кошачьих во многих регионах континента. В 1990-е годы общая численность популяции по различным оценкам составила от 0,8 млн до 3 млн особей. Восстановления численности вида удалось достичь благодаря созданию заповедников с достаточной для его поддержания площадью. Тем не менее популяция постоянно сокращается из-за уменьшения естественной среды обитания оцелота — тропических лесов в результате обезлесения.
В течение 1960-х годов виды пострадали от незаконной торговли мехом, а импорт шкур оцелота в Соединённые Штаты составил около 140 000 в 1970 году. Большинство шкур было экспортировано из Парагвая и Бразилии. С учётом снижения популяции в результате браконьерства международная торговля мехом была запрещена Приложением I Конвенции о международной торговле видами дикой фауны и флоры, находящимися под угрозой исчезновения в 1989 году. Эти меры имели важное значение для снижения масштабов охоты, уменьшив количество проданных шкур до 30 563 в 1980 году и до 513 в 1986 году. И всё же, незаконная торговля мехом оцелота сохраняется, как и охота в некоторых районах с декларируемой целью снижения потерь в птицеводстве. Охота полностью запрещена в большинстве стран.
Регулируемая охота разрешена в Гондурасе, а в Эквадоре и Сальвадоре оцелот никак не защищён от охоты.
Дополнительной угрозой для вида является снижение популяции видов, являющихся добычей оцелотов в результате деградации мест обитания или по причине охоты на них. Это является проблемой даже в заповедниках, например, на севере Эспириту-Санту.
Стратегия сохранения вида от угрозы вымирания в первую очередь включает в себя защиту среды обитания и её восстановление после деградации, что особенно актуально для юго-востока Бразилии, где он издавна являлся объектом охоты для местных индейцев.

## Подвиды
- Leopardus pardalis pardalis, вдоль течения Амазонки
- Leopardus pardalis aequatorialis, северные Анды
- Leopardus pardalis albescens[9] Мексика, Техас
- Leopardus pardalis maripensis, Венесуэла, Гайана
- Leopardus pardalis mearnsi[9] Центральная Америка
- Leopardus pardalis mitis[9] Аргентина, Парагвай
- Leopardus pardalis nelsoni, Мексика
- Leopardus pardalis pseudopardalis, Колумбия
- Leopardus pardalis puseaus, Эквадор
- Leopardus pardalis sonoriensis, Мексика
- Leopardus pardalis steinbachi, Боливия

## Интересные факты
- Сальвадорский департамент Усулутан своим названием обязан оцелоту: в переводе с языка науатль оно означает «город оцелотов».
- Релиз 11.10 операционной системы Ubuntu Linux получил название Oneiric Ocelot — «Сновещательный Оцелот».
- В серии игр Metal Gear Solid присутствует персонаж с псевдонимом Revolver Ocelot, в Metal Gear Solid 3 возглавляет спецотряд Ocelot Unit.
- Оцелот также присутствовал в компьютерной игре Minecraft.
- Оцелот также присутствует в компьютерной игре Assassin’s Creed IV: Black Flag.
- Оцелотом называют военный автомобиль ПанАзиатской Коалиции в игре Battlefield 2142.
- Эксцентричный художник Сальвадор Дали в 1960-х годах завёл в качестве домашнего любимца экзотического хищника — оцелота по кличке Бабу, которого водил с собой повсюду на поводке и в роскошном ошейнике, подчас вызывая панику среди посетителей респектабельных ресторанов и в других общественных местах.
- Оцелот присутствует в сериале «Спецагент Арчер» в 10-й серии 2-го сезона и 6-й серии 3-го сезона; примечательно, что его кличка  — Бабу (англ. Babou).
- Оцелот по имени П. Дж. Бладватерз — герой отечественного фурри-манга-комикса «Скунс и Оцелот».
- В серии игр Grand Theft Auto присутствует марка авто «Ocelot», которая является пародией на реально существующий бренд авто Jaguar.
- В фильме «Неудержимые 4» кличка главного злодея — «Оцелот».